# 单籽银背藤
单籽银背藤（学名：Argyreia monosperma）为旋花科银背藤属的植物，为中国的特有植物。分布于中国大陆的云南等地，生长于海拔1,000米至1,500米的地区，见于沟谷林中或疏林中，目前尚未由人工引种栽培。

## 别名
山牵牛（云南）